# Domenico De Lillo
Domenico De Lillo   (Milà, 30 d'agost de 1937) va ser un ciclista italià que fou professional entre 1962 i 1973. Va combinar la carretera amb el ciclisme en pista, on va guanyar tres medalles de bronze als Campionats del món de Mig Fons. el 1967, 1969 i 1971, així com els títols nacionals els anys 1959–1961, 1965–1967 i 1969–1971.
Va néixer de Pasquale i Emma De Lillo a Milà. El seu pare era aficionat al ciclisme i portava el seu fill als velòdroms des de ben petit. Va començar a entrenar als 15 anys, però no va poder anar darrere de les motocicletes perquè la normativa italiana només ho permetia a partir dels 18 anys. fort competidor internacional. Després de la jubilació l'any 1976 es va quedar amb el ciclisme, primer com a impulsor i després com a funcionari. De 1986 a 1989, va dirigir l'equip de ciclisme Bianchi, i des de 1994 és membre del comitè tècnic de la Federació Italiana de Ciclisme Professional.
Està casat amb Rosalba. Durant més de 40 anys tenen una petita botiga que ven tabac, cafè i xocolata suïssa, rellotges i ganivets.

## Palmarès en pista
Palmarès en pista de Domenico De Lillo.
- 1959
  -  Campió d'Itàlia amateur en Mig Fons
- 1960
  -  Campió d'Itàlia amateur en Mig Fons
- 1961
  -  Campió d'Itàlia amateur en Mig Fons
- 1965
  -  Campió d'Itàlia en Mig Fons
- 1966
  -  Campió d'Itàlia en Mig Fons
- 1967
  -  Campió d'Itàlia en Mig Fons
- 1969
  -  Campió d'Itàlia en Mig Fons
- 1970
  -  Campió d'Itàlia en Mig Fons
- 1971
  -  Campió d'Itàlia en Mig Fons